# Đàm phán

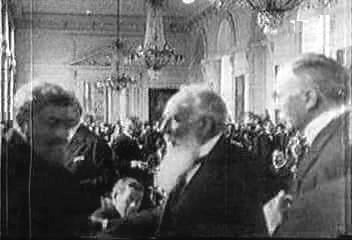
Ký Hiệp ước Trianon vào ngày 4 tháng 6 năm 1920. Albert Apponyi đứng ở giữa.

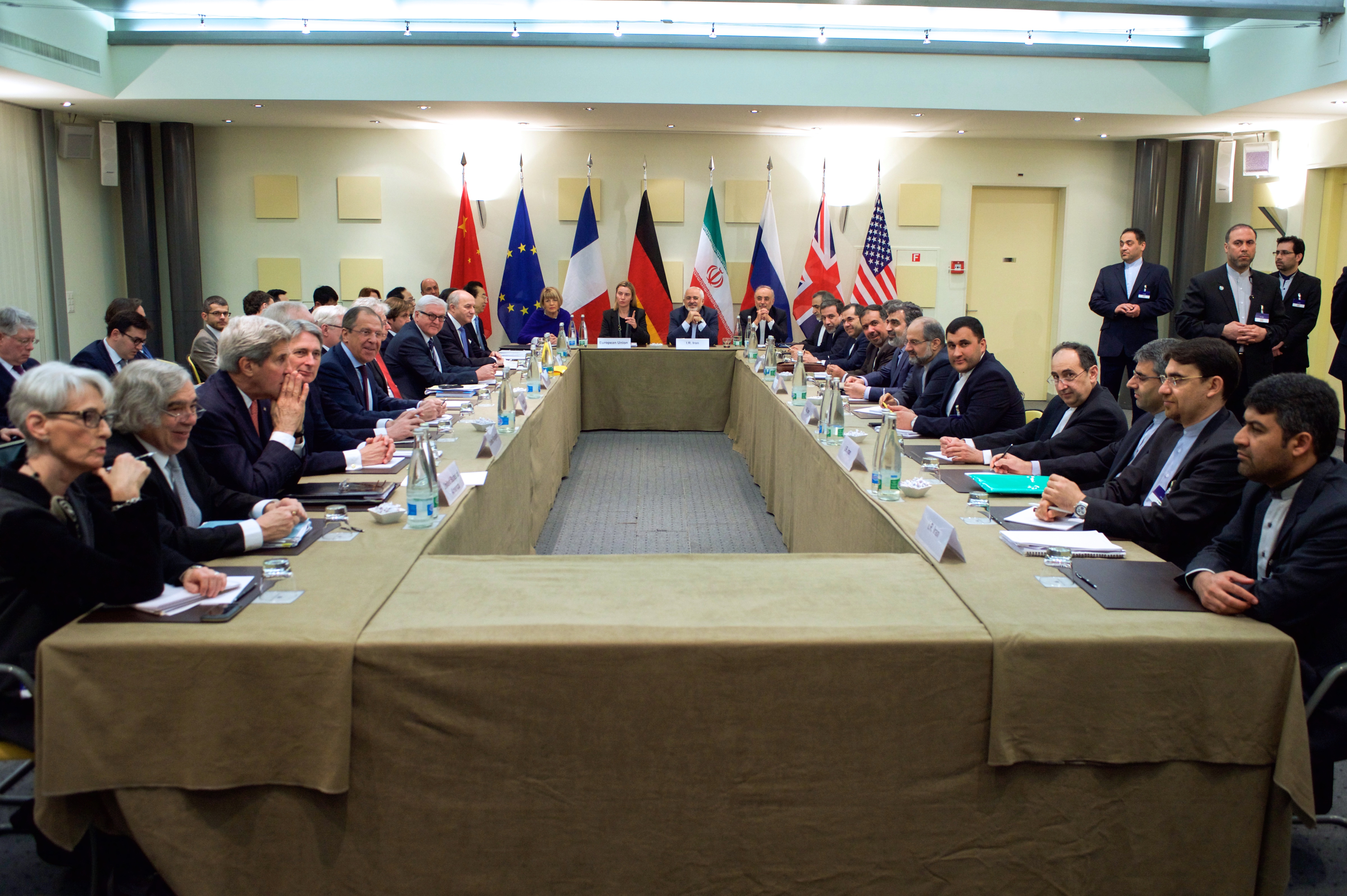
Các bộ trưởng ngoại giao của Hoa Kỳ, Anh, Nga, Đức, Pháp, Trung Quốc, Liên minh châu Âu và Iran đàm phán tại Lausanne cho một thỏa thuận toàn diện về chương trình hạt nhân của Iran (30 tháng 3 năm 2015).

Đàm phán xuất phát từ tiếng Latin neg (không) và Otsia (giải trí) đề cập đến các thương gia, không giống như các quý tộc, không có thời gian rảnh rỗi với sự siêng năng của họ; ban đầu, nó mang ý nghĩa của kinh doanh (le négoce bằng tiếng Pháp). Cho đến thế kỷ 17, nó mang ý nghĩa ngoại giao như một cuộc đối thoại giữa hai hay nhiều người hoặc các bên nhằm đạt được kết quả có lợi, nơi xung đột tồn tại đối với ít nhất một trong những vấn đề này. Do đó, đàm phán là một quá trình kết hợp các vị thế khác nhau vào một thỏa thuận chung theo một quy tắc quyết định nhất trí.
Nó nhằm mục đích để giải quyết các điểm khác biệt, để đạt được lợi thế cho một cá nhân hoặctập thể, hoặc để mang lại một kết quả đáp ứng các lợi ích khác nhau. Nó thường được thực hiện bằng cách đưa ra một vị thế và nhượng bộ để đạt được một thỏa thuận. Mức độ mà các bên đàm phán tin tưởng lẫn nhau để thực hiện giải pháp được thương lượng là một yếu tố chính trong việc xác định liệu các cuộc đàm phán có thành công hay không.
Mọi người thương lượng hàng ngày mà thường không xem nó là một cuộc đàm phán. Đàm phán xảy ra trong các tổ chức, từ các doanh nghiệp cho đến các tổ chức phi lợi nhuận, trong nội bộ và giữa chính phủ cũng như trong bán hàng và tố tụng pháp lý, và trong các tình huống cá nhân như hôn nhân, ly dị, nuôi dạy con cái, vv... Các nhà đàm phán chuyên nghiệp thường chuyên biệt, chẳng hạn như các nhà đàm phán công đoàn, các nhà đàm phán mua lại đòn bẩy, nhà đàm phán hòa bình, hoặc các nhà đàm phán con tin. Họ cũng có thể làm việc dưới các danh hiệu khác, chẳng hạn như các nhà ngoại giao, nhà lập pháp hoặc nhà môi giới.

## Các loại hình đàm phán
Đàm phán có thể có nhiều hình thức, từ một hội nghị đa phương của tất cả các thành viên Liên Hợp Quốc để thiết lập một chuẩn mực quốc tế mới (như Công ước Liên Hợp Quốc về Luật Biển) cho đến một cuộc họp của các bên xung đột chấm dứt bạo lực hoặc giải quyết vấn đề cơ bản (chẳng hạn như đàm phán hiến pháp ở Nam Phi trong 1990-1994 hoặc ở Colombia với FARC vào 2012-2015) cho một cuộc gặp gỡ kinh doanh để thực hiện thỏa thuận đối mặt giữa cha mẹ (hoặc giữa cha mẹ và trẻ em) qua hành vi đúng đắn của trẻ.. Hòa giải là một hình thức đàm phán với một bên thứ ba xúc tác giúp các bên xung đột thương lượng khi họ không thể làm như vậy bằng cách tự đàm phán có thể được trái ngược với trọng tài, nơi quyết định nằm với bên thứ ba, mà các bên xung đột cam kết chấp nhận.
Các nhà lý thuyết thương lượng thường phân biệt giữa hai loại thương lượng  Sự khác biệt trong cách sử dụng của hai loại hình không những phụ thuộc vào tư duy của nhà đàm phán mà còn phụ thuộc vào tình hình: các cuộc gặp gỡ một lần mà các mối quan hệ lâu dài không đạt được có nhiều khả năng tạo ra các cuộc đàm phán phân phối hơn trong khi các mối quan hệ lâu dài có nhiều khả năng yêu cầu đàm phán tích hợp   Các nhà lý thuyết khác nhau sử dụng các nhãn khác nhau cho hai loại chung và phân biệt chúng theo những cách khác nhau.

### Đàm phán phân phối
Đàm phán phân phối đôi khi còn được gọi là đàm phán thương lượng hoặc thương lượng và cố gắng phân phối một "chiếc bánh cố định" về lợi ích. Đàm phán phân phối hoạt động theo điều kiện tổng bằng không và ngụ ý rằng bất kỳ lợi ích nào mà một bên đạt được là mất mát của bên kia và ngược lại. Vì lý do này, đàm phán phân phối đôi khi còn được gọi là thắng-thua vì giả định rằng lợi ích của một người là mất mát của người khác. Ví dụ đàm phán phân phối bao gồm giá cả phải chăng trên một thị trường mở, bao gồm cả việc thương lượng giá của một chiếc xe hơi hoặc một ngôi nhà.
Trong một cuộc đàm phán phân phối, mỗi bên thường đưa ra một vị thế cực đoan hoặc cố định, biết rằng nó sẽ không được chấp nhận - và sau đó tìm cách rút ngắn càng ít càng tốt trước khi đạt được thỏa thuận. Người thương lượng phân phối hiểu thương lượng như là một quá trình phân phối một lượng giá trị cố định. Một cuộc đàm phán phân phối thường liên quan đến những người chưa bao giờ có mối quan hệ tương tác trước đó, cũng như họ có khả năng làm như vậy một lần nữa trong tương lai gần, mặc dù tất cả các cuộc đàm phán thường có yếu tố phân phối.
Trong cách tiếp cận phân phối, mỗi nhà đàm phán chiến đấu cho miếng bánh lớn nhất có thể, do đó các bên có xu hướng coi nhau như một đối thủ hơn là một đối tác và có một đường khó hơn. Vì lý thuyết triển vọng chỉ ra rằng mọi người đánh giá thiệt hại nhiều hơn lợi nhuận và có nhiều rủi ro hơn về tổn thất, thương lượng theo hướng đi tới thống nhất-nhượng bộ có thể sẽ mang tính chất gay gắt và kém hiệu quả hơn 

### Đàm phán tích hợp
Thương lượng tích hợp cũng được gọi là thương lượng dựa trên lợi ích, phần thưởng hoặc thương lượng có nguyên tắc. Đó là một tập hợp các kỹ thuật cố gắng cải thiện chất lượng và khả năng thỏa thuận được thương lượng bằng cách tận dụng thực tế là các bên khác nhau thường đánh giá các kết quả khác nhau một cách khác nhau.. Trong khi thương lượng phân phối giả định có một số lượng cố định giá trị (một "chiếc bánh cố định") được chia giữa các bên, các cuộc đàm phán tích hợp cố gắng tạo ra giá trị trong quá trình đàm phán ("mở rộng chiếc bánh") bằng cách "bù lỗ" mục có lợi nhuận từ một khoản khác ("bù trừ" hoặc giúp đỡ lẫn nhau), hoặc bằng cách xây dựng hoặc tái cấu trúc các vấn đề xung đột theo cách mà cả hai bên đều có lợi (thương lượng "thắng-thắng").
Tuy nhiên, đàm phán tích hợp cũng có thể có một số yếu tố phân phối, đặc biệt là khi các bên khác nhau đều coi trọng các mục khác nhau ở cùng mức độ hoặc khi chi tiết còn lại được phân bổ vào cuối cuộc đàm phán. Mặc dù nhượng bộ là bắt buộc trong các cuộc đàm phán, nghiên cứu cho thấy rằng những người thừa nhận nhanh hơn, ít có khả năng khám phá tất cả các giải pháp tích hợp để cả hai bên cùng có lợi. Do đó, sự thừa nhận sớm làm giảm cơ hội của một cuộc đàm phán tích hợp.
Đàm phán tích hợp thường liên quan đến một mức độ tin cậy cao hơn và sự hình thành của một mối quan hệ. Nó cũng có thể liên quan đến việc giải quyết vấn đề sáng tạo nhằm đạt được lợi ích chung. Nó nhìn thấy một thỏa thuận tốt như không phải là một với lợi ích cá nhân tối đa, nhưng một trong đó cung cấp đạt được tối ưu cho tất cả các bên. Lợi ích trong kịch bản này không phải là chi phí trong một kịch bản khác, nhưng với nó. Mỗi người tìm kiếm để phù hợp với lợi ích đủ khác mà nó sẽ giữ cho thỏa thuận cho bên thứ nhất một kết quả dễ chịu, và ngược lại.
Việc đàm phán sản xuất tập trung vào lợi ích cơ bản của các bên chứ không phải là vị trí bắt đầu, tiếp cận thương lượng như giải quyết vấn đề được chia sẻ chứ không phải là trận đánh cá nhân, và nhấn mạnh khi tuân thủ các tiêu chí chủ quan, khách quan làm cơ sở cho thỏa thuận.

### Các giai đoạn trong quá trình đàm phán
Tuy nhiên, các nhà đàm phán không cần hy sinh đàm phán hiệu quả để ủng hộ mối quan hệ tích cực giữa các bên. Thay vì thừa nhận, mỗi bên có thể cảm kích rằng người kia có những cảm xúc và động cơ của riêng mình và sử dụng điều này để lợi thế của họ trong việc thảo luận vấn đề. Trong thực tế, cái nhìn đa chiều có thể giúp đưa các bên hướng tới một giải pháp tích hợp hơn. Fisher et al. minh họa một số kỹ thuật cải thiện hiệu quả quan điểm đa chiều trong cuốn sách Getting to Yes, và thông qua những điều sau đây, các nhà đàm phán có thể tách con người khỏi vấn đề.
- Đặt mình vào vị trí của họ - Mọi người có xu hướng tìm kiếm thông tin xác nhận niềm tin của chính họ và thường bỏ qua thông tin mâu thuẫn với niềm tin trước đó. Để thương lượng hiệu quả, điều quan trọng là phải đồng cảm với quan điểm của bên kia. Người ta nên cởi mở với các quan điểm khác và cố gắng tiếp cận vấn đề từ quan điểm của người khác.
- Thảo luận về nhận thức của nhau - Một cách tiếp cận trực tiếp hơn để hiểu bên kia là thảo luận rõ ràng về nhận thức của nhau. Mỗi cá nhân phải công khai và trung thực chia sẻ nhận thức của mình mà không cần gán lỗi hoặc phán xét cho người khác.
- Tìm cơ hội để hành động không nhất quán với quan điểm của mình - Có thể là bên kia có nhận thức trước và kỳ vọng về phía bên kia. Phía bên kia có thể hành động theo cách trực tiếp mâu thuẫn với những định kiến đó, điều này có thể gửi một thông điệp mà bên đó quan tâm đến một cuộc đàm phán tích hợp.
- Giữ thể diện - Cách tiếp cận này đề cập đến việc biện minh lập trường dựa trên các nguyên tắc và giá trị được thể hiện trước đó trong một cuộc đàm phán. Cách tiếp cận này đối với một vấn đề ít tùy ý hơn, và do đó, nó dễ hiểu hơn từ quan điểm của đảng đối lập.[14]

Ngoài ra, các nhà đàm phán có thể sử dụng các kỹ thuật giao tiếp nhất định để xây dựng một mối quan hệ mạnh mẽ hơn và phát triển các giải pháp thương lượng có ý nghĩa hơn.
- Lắng nghe chủ động - Nghe nhiều hơn là chỉ nghe những gì phía bên kia đang nói. Hoạt động lắng nghe liên quan đến việc chú ý đến những gì đang được nói bằng lời nói và phi ngôn ngữ. Nó liên quan đến định kỳ tìm kiếm thêm làm rõ từ người đó. Bằng cách hỏi người đó chính xác những gì họ muốn nói, họ có thể nhận ra rằng bạn không chỉ đơn giản là đi qua một thói quen, mà đúng hơn là đưa họ nghiêm túc.
- Nói có mục đích - Quá nhiều thông tin có thể có hại như quá ít. Trước khi nêu rõ một điểm quan trọng, hãy xác định chính xác những gì bạn muốn bạn giao tiếp với bên kia. Xác định mục đích chính xác mà thông tin được chia sẻ này sẽ phân phát.[14]

### Đàm phán thống nhất
Đàm phán thống nhất là một cách tiếp cận chiến lược ảnh hưởng đến việc tối đa hóa giá trị trong bất kỳ thương lượng nào thông qua việc liên kết và sắp xếp các cuộc đàm phán và quyết định liên quan đến hoạt động của một người.
Cách tiếp cận này trong các cài đặt phức tạp được thực hiện tốt nhất bằng cách vạch ra tất cả các cuộc đàm phán, xung đột và các quyết định hoạt động có liên quan tiềm năng để tích hợp các kết nối hữu ích trong số đó, đồng thời giảm thiểu bất kỳ kết nối có hại nào (xem ví dụ bên dưới).
Đàm phán thống nhất khác với đàm phán tích hợp, một khái niệm khác (như đã nêu ở trên) liên quan đến một cách tiếp cận có tổng không bằng không để tạo ra giá trị trong các cuộc đàm phán.
Đàm phán thống nhất lần đầu tiên được xác định và gắn nhãn bởi nhà đàm phán quốc tế và tác giả Peter Johnston trong cuốn sách của ông Đàm phán với người khổng lồ.
Một trong những ví dụ được trích dẫn trong cuốn sách của Johnston là của J. D. Rockefeller quyết định nơi xây dựng nhà máy lọc dầu lớn đầu tiên của ông. Thay vì lấy con đường dễ dàng hơn, rẻ hơn từ các mỏ dầu để tinh luyện dầu mỏ của mình ở Pittsburgh, Rockefeller đã chọn xây dựng nhà máy lọc dầu của mình ở Cleveland. Tại sao? Bởi vì các công ty đường sắt sẽ vận chuyển dầu tinh luyện của mình ra thị trường. Pittsburgh chỉ có một tuyến đường sắt lớn, có nghĩa là nó có thể quyết định giá trong đàm phán, trong khi Cleveland có ba tuyến đường sắt mà Rockefeller biết sẽ cạnh tranh để làm ăn với ông, có khả năng giảm chi phí đáng kể. Đòn bẩy thu được trong các cuộc đàm phán đường sắt này bù đắp cho chi phí vận hành bổ sung của việc phải gửi dầu tới Cleveland để lọc dầu, giúp thiết lập đế chế của Rockefeller, đồng thời phá hoại các đối thủ cạnh tranh.
Các ví dụ khác về đàm phán thống nhất bao gồm:
- Trong thể thao, vận động viên trong năm cuối cùng của hợp đồng của họ lý tưởng sẽ đạt hiệu suất cao nhất để họ có thể thương lượng các hợp đồng mạnh mẽ, lâu dài có lợi cho họ.[17]
- Một liên minh cần phải thương lượng và giải quyết bất kỳ xung đột nội bộ đáng kể nào để tối đa hóa sức mạnh tập thể trước khi lên bàn đàm phán hợp đồng mới với ban quản lý.
- Nếu việc mua hàng hóa hoặc dịch vụ tương tự xảy ra độc lập với nhau trên các cơ quan chính phủ khác nhau, việc công nhận đơn đặt hàng này và hợp nhất thành một khối lượng lớn có thể giúp tạo đòn bẩy mua và tiết kiệm chi phí trong đàm phán với nhà cung cấp.
- Một start-up công nghệ mới bắt đầu tìm cách đàm phán được mua bởi một công ty lớn trong tương lai có thể cải thiện khả năng xảy ra bằng cách đảm bảo, bất cứ khi nào có thể, các hệ thống, công nghệ, năng lực và văn hóa của nó tương thích nhất có thể với người mua có khả năng nhất[18]
- Một chính trị gia đàm phán hỗ trợ cho cuộc chạy đua tổng thống có thể muốn tránh đưa bất kỳ người ủng hộ nào có nguy cơ xa lánh những người ủng hộ tiềm năng quan trọng khác, đồng thời tránh bất kỳ chính sách mới bất ngờ nào.[19]

### Đức tin xấu
Khi một bên giả vờ thương lượng, nhưng bí mật không có ý định thỏa hiệp, bên đó được coi là thương lượng với đức tin xấu. Đức tin xấu là một khái niệm trong lý thuyết đàm phán, theo đó các bên giả vờ lý do để đạt được giải quyết, nhưng không có ý định làm như vậy, ví dụ, một đảng chính trị có thể giả vờ thương lượng, không có ý định thỏa hiệp.
Các cuộc đàm phán đức tin xấu thường được sử dụng trong khoa học chính trị và tâm lý chính trị liên quan đến các chiến lược đàm phán, trong đó không có ý định thực sự để đạt được thỏa hiệp, hoặc một mô hình xử lý thông tin. "Mô hình đức tin xấu vốn có" của việc xử lý thông tin là một lý thuyết về tâm lý chính trị lần đầu tiên được đưa ra bởi Ole Holsti để giải thích mối quan hệ giữa niềm tin của John Foster Dulles và mô hình xử lý thông tin của ông. Đây là mô hình được nghiên cứu rộng rãi nhất của đối thủ. Một trạng thái được cho là thù địch không thể tránh được, và các chỉ báo trái ngược của điều này bị bỏ qua. Họ được cảnh báo  như là các thủ đoạn tuyên truyền hoặc dấu hiệu của sự yếu đuối. Ví dụ là vị trí của John Foster Dulles về Liên Xô hoặc vị trí của Hamas về tình trạng của Israel.

## Chiến lược
Có nhiều cách khác nhau để phân loại các yếu tố thiết yếu trong đàm phán.
Một quan điểm về đàm phán liên quan đến ba yếu tố cơ bản: quá trình, hành vi và chất. Quá trình đề cập đến cách các bên đàm phán: bối cảnh của các cuộc đàm phán, các bên tham gia đàm phán, các chiến thuật được các bên sử dụng, và trình tự và giai đoạn mà tất cả những điều này diễn ra. Hành vi đề cập đến mối quan hệ giữa các bên này, sự giao tiếp giữa họ và phong cách mà họ chấp nhận. Các chất đề cập đến những gì các bên đàm phán như: chương trình nghị sự, các vấn đề (vị thế và - hữu dụng nhieu hơn - mối quan tâm), các tùy chọn, và thỏa thuận đạt được cuối cùng.
Một quan điểm đàm phán khác bao gồm bốn yếu tố: chiến lược, quy trình, công cụ và chiến thuật. Chiến lược bao gồm các mục tiêu cấp cao nhất - thường bao gồm mối quan hệ và kết quả cuối cùng. Quy trình và công cụ bao gồm các bước để làm theo và vai trò để chuẩn bị và đàm phán với các bên khác. Chiến thuật bao gồm các tuyên bố và hành động chi tiết hơn và phản hồi cho các tuyên bố và hành động của người khác. Một số thêm vào sự thuyết phục và ảnh hưởng này, khẳng định rằng những điều này đã trở thành không thể thiếu cho thành công đàm phán ngày nay, và vì vậy không nên bỏ qua.

### Sử dụng một người biện hộ
Một nhà đàm phán có tay nghề có thể phục vụ như một người bênh vực cho một bên tham gia đàm phán. Người biện hộ cố gắng thu được kết quả thuận lợi nhất có thể cho bên đó. Trong quá trình này, người đàm phán cố gắng xác định (các) kết quả tối thiểu mà bên kia (hoặc các bên) sẵn sàng chấp nhận, sau đó điều chỉnh các yêu cầu của họ cho phù hợp. Một cuộc đàm phán "thành công" trong phương pháp vận động chính sách là khi người đàm phán có thể có được tất cả hoặc hầu hết các kết quả mà bên họ mong muốn, nhưng không đưa đến tình huống bên kia vĩnh viễn phá vỡ các cuộc đàm phán.
Các nhà đàm phán có kỹ năng có thể sử dụng một loạt các chiến thuật khác nhau, từ thôi miên đàm phán, đến một trình bày đơn giản về nhu cầu hoặc thiết lập các điều kiện tiên quyết, với các phương pháp lừa đảo hơn như hái anh đào. Chiến lược đe dọa và cắt lát salami cũng có thể đóng góp một phần trong việc thay đổi kết quả của các cuộc đàm phán.
Một chiến thuật thương lượng khác là kẻ xấu / người tốt. Kẻ xấu / người tốt là khi một người đàm phán đóng vai một kẻ xấu bằng cách sử dụng giận dữ và đe dọa. Các nhà đàm phán khác hoạt động như một người tốt bằng cách quan tâm và hiểu biết. Người đàn ông tốt đổ lỗi cho anh chàng xấu cho tất cả những khó khăn trong khi cố gắng để có được nhượng bộ và thỏa thuận từ đối thủ.

### BATNA
Lựa chọn thay thế tốt nhất cho thỏa thuận được thương lượng hay BATNA là lựa chọn thay thế mà một nhà đàm phán nắm giữ nếu thương lượng hiện tại thất bại và không đạt được thỏa thuận. Chất lượng của một BATNA có khả năng cải thiện kết quả đàm phán của một bên. Hiểu biết về BATNA của một người có thể trao quyền cho một cá nhân và cho phép họ đặt mục tiêu cao hơn khi tiến lên phía trước. Một trong những chiến lược tốt nhất trong khi đàm phán là đảm bảo rằng bạn có một BATNA mạnh, và nếu không, có các công cụ được trang bị có thể giúp bạn làm cho BATNA của bên kia yếu đi. Một trong những sai lầm chính được thực hiện bởi các nhà đàm phán mới là tiết lộ BATNA của họ lúc đầu mà không có bất kỳ cuộc thảo luận nào với phía bên kia. Điều này có thể gây nguy hiểm cho vị thế của bạn trong đàm phán, vì thương lượng của bạn có thể yếu hơn các mặt khác, và việc tiết lộ đó sẽ khiến bạn ở vị trí yếu hơn trong thương lượng. Chiến lược tốt nhất là đặt nhiều câu hỏi để phát triển, dù không chính xác, nhưng hãy đoán về  BATNA của người khác để biết vị trí của bạn trong thương lượng.

### Kiểu xung đột
Kenneth W. Thomas đã xác định năm kiểu hoặc phản hồi để thương lượng. Năm chiến lược này đã được mô tả thường xuyên trong tài liệu và dựa trên mô hình liên quan kép. Mô hình quan tâm kép về giải quyết xung đột là một quan điểm cho rằng phương pháp ưa thích của cá nhân đối phó với xung đột dựa trên bối cảnh hoặc thế giới quan:
1. Một mối quan tâm cho bản thân (tức là, sự quyết đoán), và
2. Một mối quan tâm cho người khác (tức là sự đồng cảm).

Dựa trên mô hình này, các cá nhân cân bằng mối quan tâm cho nhu cầu cá nhân và lợi ích với nhu cầu và lợi ích của người khác. Năm phong cách sau đây có thể được sử dụng dựa trên sở thích của cá nhân, tùy thuộc vào mục tiêu thân thiện hoặc vì mục đích xã hội của họ. Những kiểu này có thể thay đổi theo thời gian và các cá nhân có thể có sự phân tán mạnh mẽ đối với nhiều kiểu.

Dễ tính
Các cá nhân thích giải quyết các vấn đề của bên kia và giữ gìn mối quan hệ cá nhân.
         Người dễ tính nhạy cảm với các trạng thái cảm xúc, ngôn ngữ cơ thể và tín hiệu lời nói của các bên khác.
         Tuy nhiên, họ có thể cảm thấy bị lợi dụng trong các tình huống khi bên kia đặt ít sự nhấn mạnh vào mối quan hệ. Dễ tính là một cách tiếp cận thụ động nhưng thịnh vượng để xung đột. Mọi người giải quyết cả hai cuộc xung đột lớn và nhỏ bằng cách đưa ra yêu cầu của người khác. Đôi khi, họ mang lại lợi nhuận bởi vì họ nhận ra rằng vị trí của họ là do lỗi, vì vậy họ đồng ý với quan điểm được những người khác chấp nhận. Tuy nhiên, trong các trường hợp khác, họ có thể rút lại yêu cầu của mình mà không thực sự bị thuyết phục rằng phía bên kia là chính xác, nhưng vì lợi ích đoàn kết hoặc vì lợi ích của thời gian - họ rút tất cả các khiếu nại. Vì vậy, năng suất có thể phản ánh hoặc chuyển đổi chính hãng hoặc tuân thủ bề ngoài.
Né tránh
Cá nhân không thích thương lượng và không làm điều đó trừ khi được bảo đảm.
         Khi đàm phán, những người tránh né có xu hướng trì hoãn và né tránh các khía cạnh đối đầu của thương lượng; tuy nhiên, họ có thể được coi là lịch thiệp và ngoại giao. Không hành động là một phương tiện thụ động đối phó với các tranh chấp. Những người tránh xung đột áp dụng một thái độ "chờ xem", hy vọng rằng các vấn đề sẽ tự giải quyết. Những người né tránh thường xuyên chịu đựng xung đột, để chúng tự dịu lại mà không làm bất cứ điều gì để giảm thiểu chúng. Thay vì thảo luận cởi mở về những bất đồng, những người dựa vào việc tránh thay đổi chủ đề, bỏ qua các cuộc họp, hoặc thậm chí rời khỏi nhóm hoàn toàn (Bayazit & Mannix, 2003). Đôi khi họ chỉ đơn giản là đồng ý để không đồng ý (một vivendi modus).
Cộng tác
Cá nhân tận hưởng các cuộc đàm phán liên quan đến việc giải quyết các vấn đề khó khăn theo những cách sáng tạo.
         Cộng tác viên giỏi sử dụng các cuộc đàm phán để hiểu mối quan tâm và lợi ích của các bên khác.
         Cộng tác là một cách tiếp cận tích cực, thuận xã hội và thân thiện với giải pháp xung đột. Cộng tác mọi người xác định các vấn đề cơ bản của tranh chấp và sau đó làm việc cùng nhau để xác định giải pháp đáp ứng cho cả hai bên. Định hướng này, cũng được mô tả là hợp tác, giải quyết vấn đề hoặc định hướng giành chiến thắng-thắng, lôi kéo cả hai bên trong tranh chấp xem xét kết quả của đối phương cũng như của họ 
Cạnh tranh
Cá nhân tận hưởng các cuộc đàm phán vì họ có cơ hội giành được một cái gì đó.
         Các nhà đàm phán cạnh tranh có bản năng mạnh mẽ cho tất cả các khía cạnh của đàm phán và thường có chiến lược.
         Bởi vì phong cách của họ có thể thống trị quá trình thương lượng, các nhà đàm phán cạnh tranh thường bỏ qua tầm quan trọng của các mối quan hệ. Cạnh tranh là một phương tiện chủ động, thân thiện đối phó với xung đột liên quan đến việc buộc người khác chấp nhận quan điểm của một người. Những người sử dụng chiến lược này có xu hướng thấy xung đột là một tình huống thắng-thua và do đó sử dụng các chiến thuật cạnh tranh, mạnh mẽ để đe dọa người khác. Chiến đấu (ép buộc, thống trị, hoặc tranh luận) có thể có nhiều hình thức, bao gồm nhiệm vụ, thách thức, tranh luận, lăng mạ, cáo buộc, phàn nàn, trả thù, và thậm chí bạo lực thể xác (Morrill, 1995). Các phương pháp giải quyết mâu thuẫn này đều là những phương thức mang tính tranh chấp vì chúng liên quan đến việc áp đặt giải pháp của một người vào bên kia.
Thỏa hiệp
Cá nhân mong muốn đóng giao dịch bằng cách thực hiện công bằng và bình đẳng cho tất cả các bên liên quan đến thương lượng.
         Người thỏa hiệp có thể hữu ích khi có thời gian giới hạn để hoàn thành giao dịch; tuy nhiên, những kẻ xâm phạm thường không cần thiết phải vội vàng quá trình đàm phán và nhượng bộ quá nhanh.

### Các loại nhà đàm phán
Có ba loại nhà đàm phán cơ bản đã được xác định bởi các nhà nghiên cứu của Dự án đàm phán Harvard. Các loại nhà đàm phán này là: những người thương lượng mềm mỏng, những người thương lượng cứng rắn, và những người thương lượng có nguyên tắc.
Mềm mỏngNhững người này thấy thương lượng quá gần với cạnh tranh, vì vậy họ chọn một phong cách thương lượng nhẹ nhàng. Các đề nghị họ đưa ra không phải là lợi ích tốt nhất của họ, họ nhượng bộ nhu cầu của người khác, tránh đối đầu, và họ duy trì mối quan hệ tốt với các nhà đàm phán. Nhận thức của họ về người khác là tình bạn, và mục tiêu của họ là thỏa thuận. Họ không tách rời mọi người khỏi vấn đề, nhưng đều mềm cả hai. Họ tránh các cuộc cạnh tranh sống còn và khăng khăng đồng ý, đưa ra các giải pháp và dễ dàng tin tưởng người khác và thay đổi ý kiến của họ.
Cứng rắnNhững người này sử dụng các chiến lược gây tranh cãi để gây ảnh hưởng, sử dụng các cụm từ như "đây là đề nghị cuối cùng của tôi" và "lấy nó hoặc từ bỏ nó". Họ làm cho các mối đe dọa, là không tin tưởng của người khác, nhấn mạnh vào vị thế của họ, và dùng áp lực để thương lượng. Họ thấy những người khác là đối thủ và mục tiêu cuối cùng của họ là chiến thắng. Ngoài ra, họ tìm kiếm một câu trả lời duy nhất và nhấn mạnh bạn đồng ý với nó. Họ không tách rời con người khỏi vấn đề (như với những người thương lượng mềm mỏng), nhưng họ rất khó khăn đối với cả những người liên quan và vấn đề.
Có nguyên tắcCá nhân thương lượng theo cách này tìm kiếm các giải pháp tích hợp, và làm như vậy bằng cách tiếp cận cam kết với các vị thế cụ thể. Họ tập trung vào vấn đề chứ không phải là ý định, động cơ và nhu cầu của những người liên quan. Họ tách biệt con người khỏi vấn đề, khám phá sở thích, tránh những điểm mấu chốt và đạt được kết quả dựa trên các tiêu chuẩn độc lập với ý chí cá nhân. Họ dựa trên các lựa chọn của họ về các tiêu chí khách quan hơn là quyền lực, áp lực, tự quan tâm, hoặc một thủ tục quyết định tùy ý. Những tiêu chí này có thể được rút ra từ các tiêu chuẩn đạo đức, nguyên tắc công bằng, tiêu chuẩn chuyên nghiệp và truyền thống.
Các nhà nghiên cứu từ Dự án đàm phán Harvard đề nghị các nhà đàm phán khám phá một số giải pháp thay thế cho các vấn đề họ phải đối mặt để đạt được giải pháp tốt nhất, nhưng điều này thường không xảy ra (như khi bạn giao dịch với một cá nhân sử dụng chiến thuật thương lượng mềm hoặc cứng rắn) (Forsyth, 2010).

### Chiến thuật
Chiến thuật luôn là một phần quan trọng trong quá trình đàm phán. Thường xuyên hơn không phải là chúng tinh tế, khó xác định và được sử dụng cho nhiều mục đích khác nhau. Chiến thuật thường xuyên được sử dụng trong các cuộc đàm phán phân phối và khi tập trung vào việc lấy được càng nhiều giá trị càng tốt. Có rất nhiều chiến thuật thương lượng. Dưới đây là một vài chiến thuật thường được sử dụng.
Đấu giá: Quá trình đấu giá được thiết kế để tạo ra sự cạnh tranh. Khi nhiều bên muốn cùng một thứ, hãy đánh lừa họ. Khi mọi người biết rằng họ có thể mất một thứ gì đó, họ thậm chí còn muốn nó hơn nữa. Không chỉ họ muốn thứ đang được đấu giá, họ cũng muốn thắng, chỉ để thắng. Lợi dụng tính cạnh tranh của ai đó có thể làm tăng giá.
Bên miệng hố chiến tranh: Một bên tích cực theo đuổi một bộ điều khoản đến điểm mà bên đàm phán kia phải đồng ý hoặc bỏ đi. Bên miệng hố chiến tranh là một loại tiếp cận kiểu "khó chơi" để thương lượng, trong đó một bên đẩy bên kia đến "bờ vực" hoặc cạnh của những gì mà bên kia phải sẵn sàng phục vụ. Thành công bên miệng hố chiến tranh thuyết phục bên kia họ không có sự lựa chọn, nhưng để chấp nhận đề nghị và không có giải pháp thay thế cho thỏa thuận được đề xuất.
Bù nhìn: Các nhà đàm phán sử dụng chiến thuật bù nhìn để giả vờ rằng một vấn đề ít hoặc không quan trọng là rất quan trọng.  Sau đó, trong phần sau đàm phán, vấn đề có thể được giao dịch cho một sự nhượng bộ lớn về tầm quan trọng thực sự.
Bỏ dở vì sợ: Các nhà đàm phán đề xuất các biện pháp cực đoan, thường xuyên bị thổi phồng, buộc bên kia phải bỏ dở vì sợ và cho họ những gì họ muốn. Chiến thuật này có thể nguy hiểm khi các bên không muốn quay trở lại và trải qua những biện pháp khắc nghiệt.
Phòng thủ chiều sâu: Một số lớp quyền ra quyết định được sử dụng để cho phép nhượng bộ tiếp theo mỗi khi thỏa thuận đi qua một cấp thẩm quyền khác. Nói cách khác, mỗi khi lời đề nghị được đưa ra cho người ra quyết định, người ra quyết định đó yêu cầu thêm một nhượng bộ khác để đóng giao dịch.
Hạn chót: Cho bên kia thời hạn bắt buộc họ đưa ra quyết định. Phương pháp này sử dụng thời gian để áp dụng áp lực cho bên kia. Thời hạn được đưa ra có thể là thực tế hoặc nhân tạo.
Chùn bước: Chùn bước đang cho thấy một phản ứng tiêu cực mạnh mẽ đối với một đề xuất. Các ví dụ phổ biến của sự chùn bước là thở hổn hển, hoặc một biểu hiện bất ngờ có thể nhìn thấy hoặc sốc. Chùn bước có thể được thực hiện một cách có ý thức hoặc vô ý thức.  Các dấu hiệu chói tai cho phía đối diện mà bạn nghĩ rằng đề xuất hoặc yêu cầu là vô lý với hy vọng bên kia sẽ giảm nguyện vọng của họ.  Nhìn thấy một phản ứng vật lý là đáng tin cậy hơn là nghe ai đó nói, "Tôi bị sốc."
Người xấu/Kẻ tốt: Cách tiếp cận tốt của người tốt/kẻ xấu thường được sử dụng trong các cuộc đàm phán nhóm, nơi một thành viên của nhóm thực hiện các yêu cầu cực đoan hoặc không hợp lý và người kia cung cấp một cách tiếp cận hợp lý hơn. Chiến thuật này được đặt tên theo một kỹ thuật thẩm vấn của cảnh sát thường được miêu tả trong giới truyền thông. "Người tốt" xuất hiện hợp lý và hiểu biết hơn, và do đó, dễ làm việc hơn. Về bản chất, nó đang sử dụng luật tương đối để thu hút sự hợp tác. "Người tốt" xuất hiện dễ chịu hơn so với "kẻ xấu".
Nói thách: Tùy thuộc vào việc bán hoặc mua, người bán hoặc người mua sử dụng một đề nghị mở đầu cao hoặc thấp vô lý mà không thể đạt được. Lý thuyết là lời đề nghị cực đoan làm cho bên kia đánh giá lại đề nghị mở đầu của họ và tiến gần tới điểm kháng cự (theo như bạn sẵn sàng đi tới một thỏa thuận). Một ưu điểm nữa là bên cung cấp cho nhu cầu cực đoan xuất hiện linh hoạt hơn khi họ nhượng bộ hướng tới một kết quả hợp lý hơn. Một nguy cơ của chiến thuật này là bên đối lập có thể nghĩ rằng việc đàm phán là một sự lãng phí thời gian.
Gặm nhắm: Gặm nhắm đang yêu cầu các khoản giảm giá tương ứng nhỏ mà chưa được thảo luận trước đó ngay trước khi kết thúc thỏa thuận.  Phương pháp này tận dụng mong muốn chốt thỏa thuận của bên kia bằng cách thêm "chỉ một điều nữa".
Lừa phỉnh: Các nhà đàm phán áp đảo bên kia với rất nhiều thông tin mà họ gặp khó khăn trong việc xác định thông tin nào là quan trọng và việc chuyển hướng là gì. Các nhà đàm phán cũng có thể sử dụng ngôn ngữ kỹ thuật hoặc thuật ngữ để che giấu một câu trả lời đơn giản cho một câu hỏi mà một chuyên gia không hỏi.
Phản ánh: Khi mọi người tiếp tục tốt, kết quả của một cuộc đàm phán có thể sẽ tích cực hơn. Để tạo niềm tin và mối quan hệ, một nhà đàm phán có thể bắt chước hoặc phản ánh hành vi của đối phương và lặp lại những gì họ nói. Phản chiếu đề cập đến một người lặp lại nội dung cốt lõi của những gì người khác vừa nói, hoặc lặp lại một biểu hiện nào đó. Nó cho thấy sự chú ý đến chủ đề đàm phán và thừa nhận điểm hoặc tuyên bố của bên kia. Phản chiếu có thể giúp tạo niềm tin và thiết lập mối quan hệ.

### Giao tiếp phi ngôn ngữ
Giao tiếp là một yếu tố quan trọng của thương lượng. Thương lượng hiệu quả yêu cầu người tham gia truyền đạt và giải thích thông tin một cách hiệu quả. Những người tham gia trong một cuộc đàm phán giao tiếp thông tin không chỉ bằng lời nói mà còn thông qua ngôn ngữ cơ thể và cử chỉ. Bằng cách hiểu cách giao tiếp phi ngôn ngữ hoạt động, một nhà đàm phán được trang bị tốt hơn để giải thích thông tin những người tham gia khác đang rò rỉ không lời trong khi vẫn giữ bí mật những điều đó sẽ ngăn cản khả năng thương lượng của họ.

#### Ví dụ
"Neo" không lời Trong một cuộc đàm phán, một người có thể đạt được lợi thế bằng cách mở lời trước. Bằng cách neo vị trí của một người, người ta thiết lập vị trí mà từ đó thương lượng được tiến hành. Theo cách tương tự, người ta có thể "neo" và đạt được lợi thế với các tín hiệu không lời (ngôn ngữ cơ thể).
- Không gian cá nhân: Người đứng đầu bảng là biểu tượng quyền lực rõ ràng. Các nhà đàm phán có thể phủ nhận lợi thế chiến lược này bằng cách định vị các đồng minh trong phòng để bao quanh cá nhân đó.
- Ấn tượng đầu tiên: Bắt đầu đàm phán với cử chỉ tích cực và sự nhiệt tình. Hãy nhìn thẳng vào người đối diện với sự chân thành. Nếu bạn không thể duy trì giao tiếp bằng mắt, người khác có thể nghĩ bạn đang che giấu điều gì đó hoặc bạn không chắc chắn. Đưa ra một cái bắt tay vững chắc.[43]
[cần chú thích đầy đủ][cần số trang]

Đọc giao tiếp phi ngôn ngữ Có thể đọc được giao tiếp phi ngôn ngữ của người khác có thể hỗ trợ đáng kể trong quá trình giao tiếp. Bằng cách nhận thức được sự mâu thuẫn giữa giao tiếp bằng lời nói và phi ngôn ngữ của một người và hòa giải chúng, các nhà đàm phán có thể đi đến các đề nghị tốt hơn. Ví dụ về tính phi lý trong ngôn ngữ cơ thể bao gồm:
- Cười lo lắng: Một tiếng cười không phù hợp với tình hình. Đây có thể là dấu hiệu của sự căng thẳng hoặc khó chịu. Khi điều này xảy ra, nó có thể là tốt để thăm dò với các câu hỏi để khám phá cảm xúc thật của người đó.
- Từ ngữ tích cực nhưng ngôn ngữ cơ thể tiêu cực: Nếu ai đó hỏi đối tác thương lượng của họ nếu họ cảm thấy khó chịu và người đó sẽ nắm lấy bàn tay của họ và phản ứng mạnh mẽ, "điều gì khiến bạn nghĩ rằng bất cứ điều gì đang làm phiền tôi?"[44][cần số trang]
- Tay giơ cao lên trong một tư thế siết chặt: Người giơ tay lên ở tư thế này cho thấy sự thất vọng ngay cả khi người đó đang mỉm cười. Đây là tín hiệu cho thấy người làm việc đó có thể đang giữ thái độ tiêu cực.[45][cần số trang]
- Nếu có thể, có thể hữu ích cho các đối tác thương lượng dành thời gian bên nhau trong một khung cảnh thoải mái bên ngoài phòng đàm phán. Biết được mỗi đối tác không giao tiếp bằng lời nói ra bên ngoài cài đặt đàm phán sẽ giúp các đối tác đàm phán cảm nhận sự không phù hợp giữa giao tiếp bằng lời nói và phi ngôn ngữ.

Truyền đạt khả năng tiếp nhận Cách các đối tác đàm phán định vị các cơ quan của họ liên quan đến nhau có thể ảnh hưởng đến cách thức tiếp nhận của mỗi người đối với thông điệp và ý tưởng của người khác.
- Khuôn mặt và mắt: Các nhà đàm phán tiếp nhận nụ cười, làm cho rất nhiều liên lạc bằng mắt. Điều này truyền tải ý tưởng rằng có nhiều sự quan tâm đến người đó hơn là những gì đang được nói. Mặt khác, các nhà đàm phán không tiếp nhận ít liên lạc với mắt. Đôi mắt của họ có thể bị nheo mắt, cơ bắp hàm bị siết chặt và đầu hơi quay ra khỏi loa
- Cánh tay và bàn tay: Để thể hiện sự tiếp nhận, các nhà đàm phán nên giơ tay và mở bàn tay lên hoặc thư giãn trên đùi. Các nhà đàm phán cho thấy khả năng tiếp nhận kém khi bàn tay của họ bị siết chặt, băng qua, đặt ở phía trước miệng, hoặc chà xát sau cổ.
- Chân và bàn chân: Các nhà đàm phán tiếp nhận ngồi với hai chân với nhau hoặc một chân hơi ở phía trước. Khi đứng, họ phân bố trọng lượng đồng đều và đặt tay lên hông với cơ thể nghiêng về phía loa. Các nhà đàm phán không tiếp thu đứng với hai chân bắt chéo, chỉ ra khỏi loa.
- Thân mình: Các nhà đàm phán tiếp nhận ngồi trên mép ghế của họ, cởi khuy áo khoác của họ với cơ thể của họ nghiêng về phía người nói. Các nhà đàm phán không dễ tiếp thu có thể dựa lưng vào ghế của họ và giữ nút áo khoác của họ.

Các nhà đàm phán tiếp nhận có xu hướng xuất hiện thoải mái với bàn tay mở và lòng bàn tay hiển thị rõ ràng.

### Rào cản
- Những người thương lượng khó thay đổi
- Thiếu sự tin tưởng
- Chân không thông tin và tiến thoái lưỡng nan của nhà đàm phán
- Trở ngại có cấu trúc
- Người thù ghét
- Sự khác biệt về văn hóa và giới tính
- Vấn đề về giao tiếp
- Sức mạnh của đối thoại[47][cần số trang]

## Cảm xúc
Cảm xúc đóng vai trò quan trọng trong quá trình đàm phán, mặc dù chỉ trong những năm gần đây hiệu quả của chúng đang được nghiên cứu. Cảm xúc có khả năng đóng vai trò tích cực hoặc tiêu cực trong thương lượng. Trong quá trình đàm phán, quyết định về việc có nên giải quyết một phần các yếu tố cảm xúc hay không. Cảm xúc tiêu cực có thể gây ra hành vi mãnh liệt và thậm chí không hợp lý, và có thể gây ra xung đột để leo thang và đàm phán để phá vỡ, nhưng có thể là công cụ trong việc đạt được nhượng bộ. Mặt khác, cảm xúc tích cực thường tạo điều kiện đạt được một thỏa thuận và giúp tối đa hóa lợi ích chung, nhưng cũng có thể là công cụ trong việc đạt được nhượng bộ. Những cảm xúc rời rạc tích cực và tiêu cực có thể được hiển thị một cách chiến lược để tác động đến công việc và kết quả quan hệ và có thể chơi khác nhau trên các ranh giới văn hóa.

### Ảnh hưởng đến hiệu lực
Hiệu ứng mất vị trí có ảnh hưởng đến các giai đoạn đàm phán khác nhau: chiến lược nào cần sử dụng, chiến lược nào thực sự được chọn, cách thức mà bên kia và ý định của họ được cảm nhận, sự sẵn sàng của họ để đạt được một thỏa thuận và kết quả thương thảo cuối cùng. Ảnh hưởng tích cực (PA) và ảnh hưởng tiêu cực (NA) của một hoặc nhiều bên đàm phán có thể dẫn đến các kết quả rất khác nhau.

### Ảnh hưởng tích cực
Ngay cả trước khi quá trình thương lượng bắt đầu, mọi người trong một tâm trạng tích cực có thêm sự tự tin, và xu hướng cao hơn để lên kế hoạch sử dụng chiến lược hợp tác. Trong cuộc đàm phán, các nhà đàm phán đang ở trong một tâm trạng tích cực có xu hướng thích thú với sự tương tác nhiều hơn, ít gây tranh cãi hơn, sử dụng chiến thuật ít hung hăng hơn và nhiều chiến lược hợp tác hơn. Điều này lần lượt làm tăng khả năng các bên sẽ đạt được mục tiêu cụ thể của họ, và tăng cường khả năng tìm kiếm lợi ích tích hợp. Thật vậy, so với các nhà đàm phán có ảnh hưởng tiêu cực hoặc tự nhiên, các nhà đàm phán có ảnh hưởng tích cực đạt được nhiều thỏa thuận hơn và có xu hướng tôn trọng những thỏa thuận đó nhiều hơn. Những kết quả thuận lợi đó là do quá trình ra quyết định tốt hơn, chẳng hạn như tư duy linh hoạt, giải quyết vấn đề sáng tạo, tôn trọng quan điểm của người khác, sẵn sàng chấp nhận rủi ro và tự tin hơn. Ảnh hưởng tích cực sau khi thương lượng cũng có những hệ quả có lợi. Nó làm tăng sự hài lòng với kết quả đạt được và ảnh hưởng đến mong muốn của một người cho tương tác trong tương lai. PA được kích thích bằng cách đạt được một thỏa thuận tạo điều kiện cho mối quan hệ đôi bên cùng có lợi, mang lại cam kết thiết lập cho giai đoạn cho các tương tác sau đó.
 PA cũng có nhược điểm của nó: nó bóp méo nhận thức về hiệu suất tự, như vậy hiệu suất được đánh giá là tương đối tốt hơn so với thực tế.  Do đó, các nghiên cứu liên quan đến báo cáo tự về kết quả đạt được có thể bị thiên vị.

### Ảnh hưởng tiêu cực
Ảnh hưởng tiêu cực có ảnh hưởng bất lợi đến các giai đoạn khác nhau trong quá trình đàm phán. Mặc dù những cảm xúc tiêu cực khác nhau ảnh hưởng đến kết quả đàm phán, cho đến nay, ảnh hưởng tiêu cực được nghiên cứu nhiều nhất là sự tức giận. Các nhà đàm phán giận dữ có kế hoạch sử dụng các chiến lược cạnh tranh hơn và hợp tác ít hơn, ngay cả trước khi thương lượng bắt đầu. Những chiến lược cạnh tranh này có liên quan đến việc giảm kết cục chung. Trong các cuộc đàm phán, sự tức giận làm gián đoạn quá trình bằng cách giảm mức độ tin tưởng, ngăn chặn sự phán xét của các bên, thu hẹp sự chú ý của các bên và thay đổi mục tiêu trung tâm của họ. Các nhà đàm phán giận dữ chú ý ít hơn đến lợi ích của đối phương và ít chính xác hơn trong việc đánh giá sở thích của họ, do đó đạt được lợi ích chung thấp hơn. Hơn nữa, bởi vì sự tức giận làm cho các nhà đàm phán tự chủ tâm hơn trong sở thích của họ, nó làm tăng khả năng họ sẽ từ chối lời đề nghị mang lại lợi nhuận. Những người phản đối thực sự tức giận (hoặc khóc hoặc mất kiểm soát) có nhiều khả năng mắc lỗi hơn: hãy đảm bảo họ có lợi cho bạn.
Giận dữ không giúp đạt được các mục tiêu thương lượng: nó làm giảm lợi ích chung  và không tăng lợi ích cá nhân, vì các nhà đàm phán giận dữ không thành công. Hơn nữa, cảm xúc tiêu cực dẫn đến sự chấp nhận của các điều khoản không có trong chức năng tiện ích tích cực mà là có một tiện ích tiêu cực. Tuy nhiên, biểu hiện của cảm xúc tiêu cực trong đàm phán đôi khi có thể mang lại lợi ích: hợp pháp bày tỏ sự giận dữ có thể là một cách hiệu quả để thể hiện cam kết, sự chân thành và nhu cầu của một người.  Hơn nữa, mặc dù NA làm giảm lợi nhuận trong các nhiệm vụ tích hợp, nó là một chiến lược tốt hơn so với PA trong các nhiệm vụ phân phối (chẳng hạn như tổng bằng không). Trong tác phẩm của ông về ảnh hưởng tiêu cực và tiếng ồn trắng, Seidner tìm thấy sự hỗ trợ cho sự tồn tại của một cơ chế tiêu cực ảnh hưởng tiêu cực thông qua các quan sát liên quan đến sự mất giá của người nói từ các nguồn gốc dân tộc khác ". nhóm dân tộc hoặc giới tính.

### Điều kiện ảnh hưởng đến cảm xúc
Nghiên cứu cho thấy cảm xúc của nhà đàm phán không nhất thiết ảnh hưởng đến quá trình đàm phán. Albarracın et al. (2003) gợi ý rằng có hai điều kiện cho ảnh hưởng cảm xúc, cả hai đều liên quan đến khả năng (sự hiện diện của rối loạn môi trường hoặc nhận thức) và động lực:
1. Xác định ảnh hưởng: đòi hỏi động lực cao, khả năng cao hoặc cả hai.
2. Xác định rằng ảnh hưởng có liên quan và quan trọng đối với bản án: yêu cầu động lực, khả năng hoặc cả hai đều thấp.

Theo mô hình này, cảm xúc chỉ ảnh hưởng đến các cuộc đàm phán khi điều kiện này cao và điều kiện kia thấp. Khi cả khả năng và động lực đều thấp, ảnh hưởng được xác định, và khi cả hai đều có ảnh hưởng cao thì được xác định nhưng được giảm giá là không liên quan đến phán xét.
Một ngụ ý có thể có của mô hình này là, ví dụ, rằng các hiệu ứng tích cực PA có trên các cuộc đàm phán (như mô tả ở trên) chỉ được nhìn thấy khi động lực hoặc khả năng thấp.

### Ảnh hưởng của cảm xúc từ đối tác
Hầu hết các nghiên cứu về cảm xúc trong các cuộc đàm phán đều tập trung vào ảnh hưởng của cảm xúc riêng của nhà đàm phán trong quá trình này. Tuy nhiên, những gì bên kia cảm thấy có thể cũng quan trọng, vì cảm xúc của nhóm được biết là ảnh hưởng đến các quá trình ở cả mức độ nhóm và cá nhân. Khi nói đến các cuộc đàm phán, sự tin tưởng ở bên kia là một điều kiện cần thiết cho cảm xúc của nó ảnh hưởng đến,  và khả năng hiển thị tăng cường hiệu ứng.
Cảm xúc đóng góp cho các quá trình đàm phán bằng cách báo hiệu những gì người ta cảm nhận và suy nghĩ và do đó ngăn cản bên kia tham gia vào các hành vi phá hoại và chỉ ra những bước nào cần thực hiện tiếp theo. điều chỉnh là cần thiết.

Cảm xúc của đối tác có thể có hai tác động cơ bản đối với cảm xúc và hành vi của nhà đàm phán: bắt chước / đối ứng hoặc bổ sung. Ví dụ, sự thất vọng hay buồn bã có thể dẫn đến tình thương và sự hợp tác nhiều hơn. Trong một nghiên cứu của Butt và cộng sự. (2005) mô phỏng đàm phán đa giai đoạn thực tế, hầu hết mọi người phản ứng với cảm xúc của đối tác trong tương hỗ, chứ không phải là bổ sung, cách thức. Những cảm xúc cụ thể đã được tìm thấy có những hiệu ứng khác nhau về cảm xúc và chiến lược của đối thủ đã chọn:
- Sự giận dữ đã khiến cho các đối thủ phải đặt ra các yêu cầu thấp hơn và thừa nhận nhiều hơn trong một cuộc đàm phán có tổng bằng không, mà còn để đánh giá thương lượng ít thuận lợi hơn.[61] Nó kích động cả hai hành vi thống trị và năng suất của đối thủ.[52]
- Niềm tự hào đã dẫn đến các chiến lược tích hợp và thỏa hiệp hơn bởi đối tác.[52]
- Tội lỗi hay hối tiếc được thể hiện bởi nhà đàm phán đã dẫn đến ấn tượng tốt hơn về anh ta bởi đối phương, tuy nhiên nó cũng khiến cho đối phương phải đặt ra những đòi hỏi cao hơn.[51] Mặt khác, cảm giác tội lỗi cá nhân có liên quan đến sự hài lòng hơn với những gì người ta đạt được.[56]
- Lo lắng hoặc thất vọng để lại ấn tượng xấu về đối thủ, nhưng dẫn đến nhu cầu tương đối thấp hơn của đối phương.[51]

### Đối phó với cảm xúc
- Làm cho cảm xúc rõ ràng và hợp lý - Sử dụng cách tiếp cận chủ động hơn trong việc thảo luận về cảm xúc của một người có thể cho phép thương lượng tập trung vào vấn đề, thay vì bất kỳ cảm xúc không rõ ràng nào. Điều quan trọng là cho phép cả hai bên chia sẻ bất kỳ cảm xúc nào họ có thể có.
- Nên có thời gian xả hơi - Có thể một bên có thể cảm thấy tức giận hoặc thất vọng tại một thời điểm nào đó trong quá trình đàm phán. Thay vì cố gắng tránh thảo luận về những cảm xúc đó, hãy cho phép cá nhân nói ra. Ngồi và lắng nghe, mà không cung cấp phản hồi quá nhiều về bản chất, có thể cung cấp đủ sự hỗ trợ để người đó cảm thấy tốt hơn. Một khi các khiếu nại được giải phóng, nó có thể trở nên dễ dàng hơn để thương lượng.
- Cử chỉ tượng trưng - Hãy xem xét một lời xin lỗi, hoặc bất kỳ hành động nào khác đơn giản, có thể là một trong những phương tiện hiệu quả và chi phí thấp nhất để giảm thiểu bất kỳ cảm xúc tiêu cực nào giữa các bên.[14]

### Vấn đề với nghiên cứu trong phòng thí nghiệm
Đàm phán là một tương tác khá phức tạp. Nắm bắt tất cả sự phức tạp của nó là một nhiệm vụ rất khó khăn, hãy để cô lập và kiểm soát các khía cạnh nhất định của nó. Vì lý do này hầu hết các nghiên cứu thương lượng được thực hiện trong điều kiện phòng thí nghiệm, và chỉ tập trung vào một số khía cạnh. Mặc dù các nghiên cứu trong phòng thí nghiệm có lợi thế nhưng chúng có những hạn chế lớn khi nghiên cứu cảm xúc:
- Cảm xúc trong các nghiên cứu trong phòng thí nghiệm thường được chế tác và do đó tương đối 'lạnh' (không cường độ cao). Mặc dù những cảm xúc 'lạnh' này có thể đủ để thể hiện hiệu ứng, nhưng chúng khác biệt về mặt chất lượng so với những cảm xúc 'nóng' thường có kinh nghiệm trong quá trình đàm phán.[62]
- Trong cuộc sống thực, mọi người chọn các cuộc đàm phán nào để tham gia, điều này ảnh hưởng đến cam kết, động lực và sự quan tâm về cảm xúc - nhưng đây không phải là trường hợp trong nghiên cứu trong phòng thí nghiệm.[56]
- Các nghiên cứu trong phòng thí nghiệm có xu hướng tập trung vào những cảm xúc tương đối rõ ràng. Các kịch bản đời thực tạo ra một cảm xúc rộng lớn hơn nhiều.[56]
- Mã hóa cảm xúc có một cú đúp: nếu được thực hiện bởi một bên thứ ba, một số cảm xúc có thể không được phát hiện khi các nhà đàm phán thăng hoa họ vì lý do chiến lược. Các biện pháp tự báo cáo có thể khắc phục điều này, nhưng chúng thường chỉ được điền trước hoặc sau quá trình và nếu được lấp đầy trong quá trình có thể ảnh hưởng đến nó.[56]

## Thành phần nhóm

### Nhiều bên
Trong khi các cuộc đàm phán liên quan đến hơn hai bên ít được nghiên cứu hơn, một số kết quả từ các cuộc đàm phán hai bên vẫn áp dụng cho đàm phán nhiều bên. Kết quả như vậy là trong các cuộc đàm phán, việc thấy sự giống nhau về ngôn ngữ nảy sinh giữa hai bên đàm phán là điều bình thường. Trong các cuộc đàm phán ba bên, sự tương tự về ngôn ngữ vẫn còn phát sinh và kết quả đặc biệt hiệu quả khi bên có nhiều lợi ích nhất từ đàm phán đã chấp nhận sự tương đồng về ngôn ngữ từ các bên khác.

### Đội nhóm

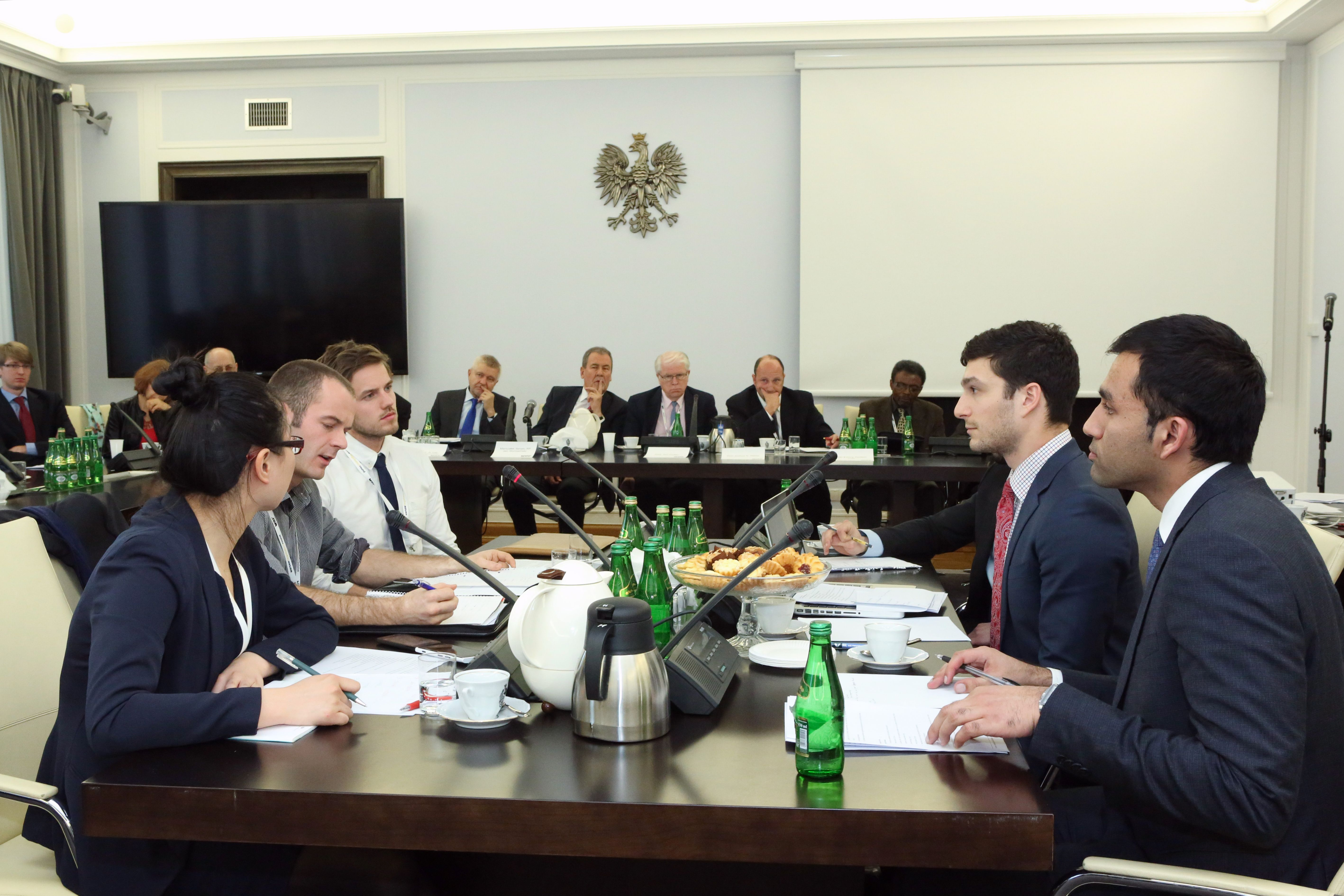
Sinh viên Đại học Tromsø và Đại học Toronto trong Giải đấu đàm phán quốc tế lần thứ 5 - Vòng đàm phán Warsaw tại Thượng viện Ba Lan (2014).

Do xu hướng toàn cầu hoá và phát triển kinh doanh, thương lượng dưới hình thức các đội đang ngày càng được áp dụng rộng rãi. Các nhóm có thể cộng tác hiệu quả để phá vỡ một cuộc đàm phán phức tạp. Có nhiều kiến thức và trí tuệ phân tán trong một đội hơn là trong một tâm trí duy nhất. Viết, nghe và nói, là những vai trò cụ thể mà các thành viên trong nhóm phải đáp ứng. Các cơ sở năng lực của một nhóm làm giảm số lượng sai lầm, và làm tăng sự quen thuộc trong một cuộc đàm phán.
Tuy nhiên, trừ khi một nhóm có thể sử dụng một cách thích hợp toàn bộ khả năng tiềm năng của nó, hiệu quả của nhóm có thể bị ảnh hưởng. Một yếu tố trong hiệu quả của đàm phán nhóm là một vấn đề xảy ra thông qua hành vi đoàn kết. Hành vi đoàn kết xảy ra khi một thành viên trong nhóm giảm bớt quyền lợi (lợi ích) của chính họ để tăng lợi ích của các thành viên khác trong nhóm. Hành vi này có thể xảy ra khi xung đột lợi ích tăng lên. Khi các tiện ích / nhu cầu của đối thủ đàm phán không phù hợp với lợi ích của mỗi thành viên trong nhóm, các thành viên trong nhóm bắt đầu nhượng bộ và cân bằng lợi ích thu được trong nhóm.
Trực giác, điều này có thể giống như một cách tiếp cận hợp tác xã. Tuy nhiên, mặc dù một nhóm có thể hướng tới thương lượng trong một bản chất hợp tác hoặc cộng tác, kết quả có thể kém thành công hơn mức lẽ ra có thể, đặc biệt khi hội nhập. Tiềm năng tích hợp là có thể khi các vấn đề thương lượng khác nhau có tầm quan trọng khác nhau đối với từng thành viên trong nhóm. Tiềm năng tích hợp thường bị bỏ qua do thiếu nhận thức về sở thích và sở thích của từng thành viên. Cuối cùng, điều này dẫn đến kết quả thương lượng kém hơn.
Do đó, một nhóm có thể thực hiện hiệu quả hơn nếu mỗi thành viên tiết lộ sở thích của mình trước khi thương lượng. Bước này sẽ cho phép nhóm nhận ra và tổ chức các ưu tiên chung của nhóm, mà họ có thể xem xét khi tham gia với bên thương lượng đối lập. Bởi vì một nhóm có nhiều khả năng thảo luận về thông tin được chia sẻ và sở thích chung, các nhóm phải nỗ lực tích cực để thúc đẩy và kết hợp các quan điểm độc đáo từ các chuyên gia từ các lĩnh vực khác nhau. Nghiên cứu của Daniel Thiemann, phần lớn tập trung vào các nhiệm vụ hợp tác được hỗ trợ bởi máy tính, nhận thấy rằng phương pháp Nhận thức ưu tiên là một công cụ hữu hiệu để bồi dưỡng kiến thức về các ưu tiên chung và tiếp tục giúp cho nhóm đánh giá các vấn đề thương lượng nào có tầm quan trọng cao nhất.

### Phụ nữ
Nhiều chiến lược trong thương lượng khác nhau giữa các giới tính và điều này dẫn đến các biến thể về kết quả cho các giới tính khác nhau, thường với phụ nữ ít thành công hơn trong các cuộc đàm phán. Điều này là do một số yếu tố, bao gồm cả nó đã được chứng minh rằng khó khăn hơn cho phụ nữ để được tự ủng hộ khi họ đang đàm phán. Nhiều tác động của những phát hiện này có tác động tài chính mạnh mẽ ngoài phản ứng xã hội mà phụ nữ tự chủ trong đàm phán phải đối mặt, so với các phụ nữ ủng hộ khác, đàn ông tự chủ, và những người ủng hộ khác. Nghiên cứu trong lĩnh vực này đã được nghiên cứu trên các nền tảng, ngoài các lĩnh vực cụ thể hơn như phụ nữ là trợ lý bác sĩ.  Phản ứng dữ dội liên quan đến loại hành vi này được quy cho thực tế là tự chủ trương được coi là nam tính, trong khi sự thay thế, dễ tính, được coi là nữ tính hơn.  Nam giới, tuy nhiên, không xuất hiện để đối mặt với bất kỳ loại phản ứng dữ dội nào vì không tự chủ trương.
Nghiên cứu này đã được hỗ trợ bởi nhiều nghiên cứu, bao gồm một nghiên cứu đánh giá các ứng viên tham gia vào một cuộc đàm phán về bồi thường. Nghiên cứu này cho thấy rằng những phụ nữ khởi xướng các cuộc đàm phán được đánh giá kém hơn so với những người bắt đầu đàm phán. Trong một biến thể khác của thiết lập cụ thể này, đàn ông và phụ nữ đánh giá video của nam và nữ chấp nhận gói bồi thường hoặc bắt đầu đàm phán. Đàn ông đánh giá phụ nữ nghèo nàn hơn trong việc khởi xướng các cuộc đàm phán, trong khi phụ nữ đánh giá cả nam giới và phụ nữ nghèo hơn để bắt đầu đàm phán. Trong thí nghiệm đặc biệt này, phụ nữ ít có khả năng bắt đầu một cuộc đàm phán với một người đàn ông, trích dẫn sự lo lắng, nhưng không có sự thay đổi nào với việc đàm phán được bắt đầu với một người phụ nữ khác.
Nghiên cứu cũng ủng hộ khái niệm rằng cách thức cá nhân phản ứng trong một cuộc đàm phán thay đổi tùy thuộc vào giới tính của người đối diện. Trong tất cả các nhóm nam, việc sử dụng lừa dối cho thấy không có sự thay đổi về mức độ tin cậy giữa các bên đàm phán, tuy nhiên trong các nhóm hỗn hợp có sự gia tăng các chiến thuật lừa đảo khi người ta nhận thấy rằng phe đối lập đang sử dụng một chiến lược thích nghi. Trong tất cả các nhóm nữ, có nhiều ca làm việc khi cá nhân đã làm và không sử dụng lừa dối trong chiến thuật đàm phán của họ.

### Đàm phán học thuật
Thế giới học thuật có một hệ thống quản lý độc đáo, trong đó các thành viên giảng viên, một số trong đó có nhiệm kỳ, cư trú trong các đơn vị học tập (ví dụ như các phòng ban) và được giám sát bởi hiệu trưởng, hoặc người đứng đầu. Những hiệu trưởng/ người đứng đầu này lần lượt được giám sát bởi các trường đại học nơi đơn vị học tập của họ cư trú. Đàm phán là một lĩnh vực mà giảng viên, hiệu trưởng/ người đứng đầu và các cán bộ của họ có ít chuẩn bị; bằng tiến sĩ của họ thường ở một lĩnh vực chuyên môn cao theo chuyên môn học thuật của họ. Tuy nhiên, môi trường học tập thường xuyên trình bày với các tình huống diễn ra đàm phán. Ví dụ, nhiều giảng viên được thuê với kỳ vọng rằng họ sẽ tiến hành nghiên cứu và xuất bản các công trình học thuật. Đối với các giảng viên này, nơi nghiên cứu của họ đòi hỏi thiết bị, không gian và/hoặc tài trợ, việc thương lượng gói "khởi động" là rất quan trọng cho sự thành công và khuyến mãi trong tương lai của họ. Ngoài ra, các phòng ban thường thấy mình trong các tình huống, thường liên quan đến phân phối lại tài nguyên, nơi họ phải thương lượng với hiệu trưởng của họ, thay mặt cho đơn vị của họ. Và chủ nhiệm khoa giám sát các trường đại học, nơi họ phải tối ưu hóa nguồn lực hạn chế, chẳng hạn như không gian nghiên cứu hoặc quỹ hoạt động đồng thời tạo ra một môi trường thúc đẩy sự thành công của sinh viên, thành tựu nghiên cứu và nhiều hơn nữa.
Đàm phán tích hợp là loại chủ yếu được tìm thấy trong đàm phán học thuật - nơi mà niềm tin và mối quan hệ lâu dài giữa các nhân viên được đánh giá cao. Các kỹ thuật được đặc biệt hữu ích trong các thiết lập học tập bao gồm: (1) làm bài tập về nhà của bạn - căn cứ yêu cầu của bạn trong sự kiện; (2) biết giá trị của bạn; (3) lắng nghe tích cực và thừa nhận những gì đang được nói, (4) đặt mình vào vị trí của mình, (5) hỏi - đàm phán bắt đầu bằng một yêu cầu, (6) không cam kết ngay lập tức, (7) quản lý cảm xúc và (8) ghi nhớ nguyên tắc của một "thỏa thuận khôn ngoan", với sự nhấn mạnh liên quan đến việc đáp ứng lợi ích của cả hai bên trong phạm vi có thể như là một điểm làm việc quan trọng. Các bài báo của Callahan, et al. và Amekudzi-Kennedy, et al. có một số nghiên cứu điển hình về các cuộc đàm phán học thuật.

## Từ nguyên
Từ "đàm phán" có nguồn gốc từ đầu thế kỷ 15 từ các biểu thức tiếng Pháp và tiếng Latin cũ "negociacion" và "negotiationem". Các thuật ngữ này có nghĩa là "kinh doanh, thương mại và giao thông". Đến cuối thập niên 1590 đàm phán đã có định nghĩa, "để giao tiếp để tìm kiếm thỏa thuận chung." Với phần giới thiệu mới này và ý nghĩa này, nó cho thấy một sự thay đổi trong "kinh doanh" để "thương lượng" về kinh doanh.